# 天主教阿拉苏阿伊教区

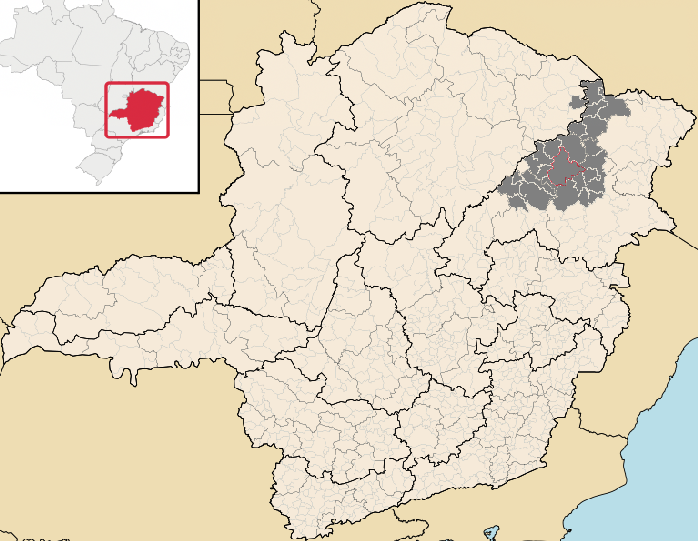
天主教阿拉苏阿伊教区

File:Regional CNBB Leste 2.png

天主教阿拉蘇阿伊教區（拉丁語：Dioecesis Arassuahyensis）是巴西一個羅馬天主教教區，屬迪亞曼蒂納總教區。
教區於1913年8月25日成立，位於米納斯吉拉斯州東北部，2012年時有280,000名教友（佔轄區總人口66.7%）、廿五個堂區和卅二名司鐸。
教區主教現時出缺，榮休主教為才祿·羅馬諾。